# Henri Skoda
Henri Skoda (1945) é um matemático francês, especialista em análise de múltiplas variáveis complexas.
Skoda estudou a partir de 1964 na École normale supérieure, onde obteve em 1967 a agrégation em matemática. Obteve em 1972 um doutorado na Université Nice-Sophia-Antipolis, orientado por André Martineau e Pierre Lelong, com a tese Étude quantitative des sous-ensembles analytiques de Cn et des idéaux de functions holomorphes. Skoda tornou-se professor em Toulon e foi desde 1976 professor da Universidade Pierre e Marie Curie.
Recebeu o Prêmio Poncelet de 1978. Foi palestrante convidado do Congresso Internacional de Matemáticos em Helsinque (1978: Integral methods and zeros of holomorphic functions).
Dentre seus orientados consta Jean-Pierre Demailly.

## Publicações selecionadas
- «Sous-ensembles analytiques d'ordre fini ou infini dans Cn». Bulletin de la Société Mathématique de France. 100: 353–408. 1972
- with Joël Briançon: «Sur la clôture intégrale d'un idéal de germes de fonctions holomorphes en un point de Cn». Comptes Rendus de l'Académie des Sciences, Série A. 278: 949–951. 1974. MR 0340642
- «Application des techniques L2 à la théorie des idéaux d'une algèbre de fonctions holomorphes avec poids». Annales Scientifiques de l'École Normale Supérieure. 5 (4). 1972
- «Valeurs au bord pour les solutions de l'opérateur dn, et caractérisation des zéros des fonctions de la classe de Nevanlinna». Bulletin de la Société Mathématique de France. 104: 225–299. 1976
- «Prolongement des courants, positifs, fermés de masse finie». Inventiones Mathematicae. 66 (3): 361–376. 1982. doi:10.1007/bf01389217
- «Fibrés holomorphes à base et à fibre de Stein». Inventiones Mathematicae. 43 (2): 97–107. 1977. doi:10.1007/BF01390000
- «Morphismes surjectifs de fibrés vectoriels semi-positifs». Annales Scientifiques de l'École Normale Supérieure. 11 (4). 1978
- «Solution à croissance du second problème de Cousin dans Cn». Annales de l'Institut Fourier. 21 (1). 1971
- with J.-P. Demailly: «Relations entre les notions de positivités de P.A. Griffiths et de S. Nakano pour les fibrés vectoriels». Springer Berlin Heidelberg. In: Séminaire Pierre Lelong-Henri Skoda (Analyse) Années 1978/79: 304–309. 1980. doi:10.1007/BFb0097764
- «Morphismes surjectifs et fibrés linéaires semi-positifs». Springer Berlin Heidelberg. In: Séminaire Pierre Lelong—Henri Skoda (Analyse) Année 1976/1977: 290–324. 1978. doi:10.1007/BFb0063255
- «Relèvement des sections globales dans les fibrés semi-positifs». Springer Berlin Heidelberg. In: Séminaire Pierre Lelong-Henri Skoda (Analyse) Années 1978/79: 259–303. 1980. doi:10.1007/BFb0097763